# Sroki Lwowskie
Sroki Lwowskie (ukr. Сороки-Львівські, Soroky-Lwiwśki) – wieś na Ukrainie, w obwodzie lwowskim, w rejonie lwowskim. W 2018 roku liczyła 1623 mieszkańców.

## Historia
Pierwsza wzmianka o wsi pochodzi z przywileju Władysława Jagiełły z 1421 roku, w którym nadaje on Sroki Grzegorzowi Ormianinowi za zasługi. Po I rozbiorze Polski w 1772 roku Sroki znalazły się w granicach Austrii, w Galicji. W drugiej połowie XIX i na początku XX wieku miejscowość leżała w granicach okręgu lwowskiego. W 1880 roku gmina Sroki liczyła 865 mieszkańców, w większości Ukraińców (Rusinów). W 1910 roku miejscowość zamieszkiwana była przez 1232 osoby. W okresie międzywojennym wieś należała do Polski i stanowiła początkowo samodzielną gminę jednostkową. 1 sierpnia 1934 roku w ramach reformy na podstawie ustawy scaleniowej została włączona do zbiorowej gminy wiejskiej Malechów w powiecie lwowskim, w województwie lwowskim. 1 kwietnia 1937 roku gminę Malechów zniesiono, a Sroki Lwowskie weszły w skład gminy Dublany. W 1921 roku gmina Sroki Lwowskie liczyła 1056 mieszkańców (528 kobiet i 528 mężczyzn) i znajdowały się w niej 192 zamieszkałe budynki. 747 osób deklarowało narodowość ukraińską (rusińską), 309 – polską. 841 osób deklarowały przynależność do wyznania greckokatolickiego, 208 – do rzymskokatolickiego, 7 – do mojżeszowego. Dodatkowo obszar dworski Srok Lwowskich liczył 5 mieszkańców (3 kobiety i 2 mężczyzn) i znajdował się w nim jeden budynek mieszkalny. Wszystkie osoby deklarowały narodowość polską oraz przynależność do wyznania rzymskokatolickiego. Po II wojnie światowej miejscowość znalazła się w granicach Związku Radzieckiego, w Ukraińskiej SRR, i weszła w skład obwodu lwowskiego. 

## Zabytki
W Srokach Lwowskich znajdują się cerkiew Objawienia Pańskiego oraz cerkiew Świętych Apostołów Piotra i Pawła.